# Jennifer Smit (atlete)

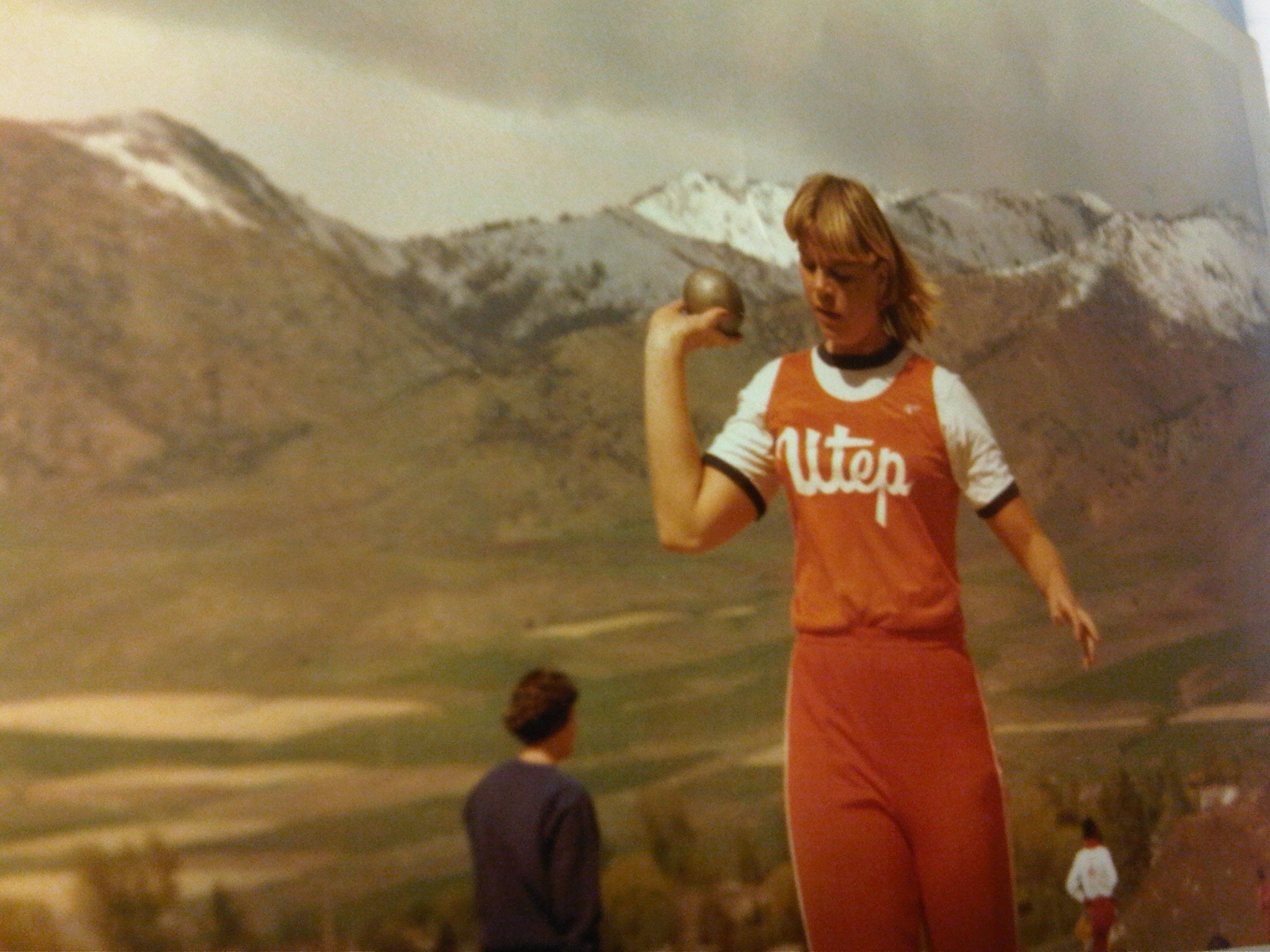
Jennifer Smit

Jennifer Smit (Subiaco, 3 november 1958) is een voormalige Nederlandse atlete, die zich had toegelegd op de meerkamp, maar haar voornaamste successen behaalde op de werpnummers kogelstoten en discuswerpen. Op het eerste atletiekonderdeel werd zij een aantal keer Nederlands kampioene, met name in de jeugdcategorieën en daarnaast driemaal bij de senioren.

## Biografie

### Titels op kogelstoten
Als veertienjarig meisje veroverde Smit, die aanvankelijk lid was van atletiekvereniging De Springbokken, haar eerste titel bij de B-junioren: in 1973 werd zij in deze leeftijdsklasse indoorkampioene kogelstoten. Die prestatie herhaalde ze dat jaar in het buitenseizoen, terwijl ze tevens kampioene discuswerpen werd. In de volgende jaren (sinds 1975 als lid van het Utrechtse Hellas) voegde ze daar vijf jeugdtitels aan toe, alle bij het kogelstoten, waarna ze in 1979, negentien jaar oud, op dit onderdeel ook haar eerste seniorentitel veroverde. Die titel zou ze in de twee jaren die volgden, prolongeren.

### Studeren in de VS
In 1978 vertrok Smit, daartoe mede gestimuleerd door Nederlands kampioen hoogspringen en atletiekmanager Raymond de Vries, naar de Verenigde Staten, waar zij Health & Physical Education ging studeren aan de University of Texas at El Paso (UTEP). In die periode wist ze op haar specialiteit, het kogelstoten, enkele malen NCAA-kampioene te worden. Met haar prestaties heeft zij een plek veroverd in de UTEP Hall of Fame.

### Expeditie Robinson
Terug in Nederland en reeds lang gestopt met atletiek, deed Smit twee keer mee aan het televisie survivalprogramma Expeditie Robinson. Ze was een van de deelnemers van Expeditie Robinson 2001 waar ze vroegtijdig haar onbewoonde eiland moest verlaten vanwege een ernstige kokosallergie. Daarna verscheen ze in 2006 in de special Expeditie Robinson: Strijd der Titanen waarin allemaal oud deelnemers de strijd tegen elkaar aangingen. Smit was de beste vrouwelijke deelneemster van dat seizoen en eindigde in de finale op de tweede plaats.

### Schrijfster
Jennifer Smit is schrijfster en is getrouwd met tekstschrijver/componist Joep Elenbaas.

## Kampioenschappen

### Internationale kampioenschappen
| Onderdeel   | Titel                | Jaar |
| ----------- | -------------------- | ---- |
| kogelstoten | NCAA-kampioene       | 1978 |
| kogelstoten | NCAA-indoorkampioene | 1978 |

### Nederlandse kampioenschappen
| Onderdeel   | Jaar             |
| ----------- | ---------------- |
| kogelstoten | 1978, 1979, 1980 |

## Persoonlijke records
| Onderdeel    | Prestatie | Datum         | Plaats      |
| ------------ | --------- | ------------- | ----------- |
| verspringen  | 5,89 m    | 4 juli 1976   | Papendal    |
| kogelstoten  | 15,91 m   | 5 juni 1982   | Provo       |
| discuswerpen | 47,34 m   | 23 april 1982 | Albuquerque |
| vijfkamp     | 3864 p    | 4 juli 1976   | Papendal    |

## Palmares

### verspringen
- 1977: 10e NK - 5,52 m

### kogelstoten
- 1977:  NK indoor – 12,90 m
- 1977:  NK – 13,10 m
- 1978:  NCAA-indoorkamp. - 14,83 m
- 1978:  NCAA-kamp. - 15,79 m
- 1978:  NK – 14,33 m
- 1979:  NK – 15,21 m
- 1980:  NK – 14,41 m
- 1982:  NK – 15,07 m
- 1983:  NK – 15,49 m

### discuswerpen
- 1978: 8e NK – 40,40 m
- 1980: 6e NK - 45,24 m
- 1982: 6e NK - 41,92 m

### vijfkamp
- 1976:  NK indoor meerkamp – 3299 p